# Apolinary Jaworski
Apolinary Jakub Jaworski, herbu Sas (ur. 27 lipca 1825 we Lwowie, zm. 24 października 1904 tamże) – ziemianin, prawnik, polityk konserwatywny, minister dla Galicji, poseł do Sejmu Krajowego Galicji i austriackiej Rady Państwa

## Życiorys
Osierocony wcześnie, był wychowywany przez swojego krewnego Kazimierza Krynickiego. Ukończył gimnazjum we Lwowie i prawo na uniwersytetach lwowskim i wiedeńskim. Po studiach w latach 1846-1848 pracował w administracji galicyjskiej - był praktykantem konceptowym w Gubernium. Wkrótce jednak zrezygnował z kariery urzędniczej i osiadł w rodzinnym majątku.
Ziemianin, właściciel dóbr Ordów w pow. kamioneckim oraz Skwarzawa i Trościaniec Mały w pow. złoczowskim. Podczas powstania styczniowego uczestniczył w organizacji "Białych" Z tego tytułu został w 1864 aresztowany i więziony przez władze austriackie. Po nastaniu ery autonomicznej był członkiem Rady Powiatu i Wydziału Powiatowego w Złoczowie (1868-1874).
Konserwatysta, był posłem na galicyjski Sejm Krajowy III kadencji (20 sierpnia 1870 - 26 kwietnia 1876), IV kadencji (8 sierpnia 1877 - 21 października 1882), V kadencji (15 września 1883 - 26 stycznia 1889), VI kadencji (10 października 1889 - 17 lutego 1894), VII kadencji (28 grudnia 1895 - 9 lipca 1901), VIII kadencji (28 grudnia 1901 - 24 października 1904). Wybierany był w kadencjach III-VI z kurii I (wielkiej własności ziemskiej) w obwodzie wyborczym nr 4 (złoczowskim), zaś w kadencjach VII i VIII z kurii IV (gmin wiejskich) z okręgu wyborczego nr 41 (Złoczów), po jego śmierci mandat po wyborach uzupełniających zdobył 10 lipca 1905 Kazimierz Obertyński. Na forum sejmowym szczególnie aktywny udział brał w pracach komisji drogowej i w komisji dla sprawdzania czynności Wydziału Krajowego.
Znacznie ważniejszą rolę odegrał jednak na terenie austriackiej Rady Państwa, gdzie był posłem III kadencji (15 września 1870 - 10 sierpnia 1871), IV kadencji (28 grudnia 1871 - 21 kwietnia 1873), V kadencji (4 listopada 1873 - 22 maja 1879), VI kadencji (7 października 1879 - 23 kwietnia 1885), VII kadencji (22 września 1885 - 23 stycznia 1891), VIII kadencji (9 kwietnia 1891 - 22 stycznia 1897), IX kadencji (27 marca 1897 - 7 września 1900), X kadencji (31 stycznia 1901 - 24 października 1904). Wybierany był w kurii I (wielkiej własności ziemskiej) z okręgu wyborczego nr 13 (Złoczów-Kamionka-Brody), w kadencji IV utracił mandat z powodu niestawienia się. Po jego śmierci mandat pozostał nie obsadzony. W parlamencie austriackim należał do grupy posłów konserwatywnych "podolaków" w Kole Polskim w Wiedniu. Był jednym z najbliższym współpracowników Kazimierza Grocholskiego. Od 183 jako wiceprezes Koła wobec przewlekłej choroby Grocholskiego faktycznie nim kierował, a po śmierci tego ostatniego był wieloletnim prezesem Koła (15 grudnia 1888 - 11 listopada 1893 i 4 października 1896 - 24 października 1904). Pełnił także od 11 listopada 1893 do 29 września 1895 funkcję ministra dla Galicji w rządach Alfreda Windischgrätza oraz Ericha Kielmansegga. W tym okresie odgrywał rolę decydującą zarówno wśród konserwatystów jak i w życiu politycznym Galicji - prowadząc politykę ugodową wobec monarchii habsburskiej i rządu. Ta zdecydowanie austrofilska polityka, krytykowana bardzo ostro przez prasę galicyjską, zachwiała ostatecznie jego pozycją polityczną, mimo tego, że w toku swej działalności zdołał uzyskać dla galicyjskiego ziemiaństwa i przemysłowców szereg poważnych ustępstw natury ekonomicznej i fiskalne.
Kazimierz Chłędowski pozostawił taką jego charakterystykę: Jaworski był z zawodu gospodarzem ziemskim, pochodził z ruskiej rodziny, która - jak mówiono - miała przydomek „Piniszkiewicz”, który nas urzędników bardzo bawił, jak Jawor został ministrem, bo ten przydomek bardzo odpowiadał jego oryginalno-rubasznej osobistości. Mieszkał on za młodu, gdzieś na małej wioseczce na granicy rosyjskiej, w Rawskiem czy Sokalskiem, ograniczony błotami od świata, czytał Homera i Wergiliusza, i studiował lekarskie książki, aby kurować bydło i własne dzieci jak zachorowały, bo daleko było do miasteczka i do doktora. Później przeniósł się do majątku żony [...] do Skwarzawy blisko Złoczowa, gospodarował dobrze, a przede wszystkim zajmował się ogrodem, kwiatami i owocowymi drzewami, które bardzo lubił. Owdowiawszy, ożeniwszy syna, dał się wybrać do Rady Państwa i bardzo gruntownie zajął się publicznymi sprawami. Powierzchowności nie miał szczęśliwej, a tego co się nazywa ułożeniem, żadnego. Dość wysoki, z twarzą czerwoną, nosem porosłym różnymi naleciałościami, jak stare drzewo grzybami, z wąsem na dół obwisłym, kłaniał się jak karbowy ze Skwarzawy, przechylając się naprzód cały tułowiem, i dość komiczne robił wrażenie. Widząc go nikt by nie sądził , że ten człowiek jest prezesem Koła Polskiego, że będzie ministrem, tajnym radca i że osiągnie najwyższe zaszczyty jakie zwykły śmiertelnik mógł w Austrii osiągnąć. Modulacje jego głosu były bardzo nieszczęśliwe, czasem krzyczał jak gdyby go rozbójnicy mordowali, czasem spuszczał głos jak rutynowany śpiewak na scenie. Mimo to słuchano jego mów z uwagą, bo mówił najczęściej krótko i rozumnie. Pan Apolinary przeszedł lisa w sprycie; każdemu coś obiecał, każdego w pole wyprowadził [...] Najzabawniej wyglądał pan Apolinary, gdy szedł Ringstrassą, stawał przed wystawami sklepów z kwiatami i stroił miny swą pąsową twarzą, zapominając o tym, że go ludzie widzą. Widać było na jego twarzy cały wewnętrzny proces myślenia, który się w nim odbywa, wykrzywiał czoło, otwierał szeroko oczy, ruszał ramionami, a bywał tak zamyślony, że nie widział, że mu się ten lub ów ukłonił. Pan Apolinary pracował dużo, czytał każdą rzecz ciekawszą, nawet francuskie romanse, jadał w restauracji u Frankfurta, później w „Erzeherzog Karl”, nie lubił mówić podczas obiadu, więc siadał najczęściej sam przy małym stoliku i stroił swoje grymasy, jak gdyby talerz był zwierciadłem w którym się przegląda [...] Z rodziną mało się pan Apolinary komunikował, synów kochał „z daleka” i mało o nich mówił, żył tylko w swoim Kole Polskim, a umiał tak chodzić koło posłów, że zawsze miał za sobą większość. Nie wdając się z posłami w żadne koleżeńskie zaszłości umiał utrzymać swą wobec nich powagę. Wieczorem szedł na partyjkę taroka czy wista do Herrencassino, gdzie miał już towarzystwo starszych kilku znajomych, z którymi grał nie dla wygranej, ale dla rozrywki. Skromny w przyzwyczajeniach, Jaworski nie miał dużo, ale też i mało wydawał, rządził się dobrze i o przejściach finansowych mowy u niego nie było.
Pochowany na Cmentarzu Łyczakowskim we Lwowie.

## Rodzina
Był synem radcy sądu kryminalnego we Lwowie Teodora (1784-1830)  i Józefy z Jaworskich. Ożenił się z Otylią z Malinowskich, mieli synów ziemian: właściciela Ostrowczyka Polnego - Kazimierza Andrzeja (ur. 1851), Wiktora (ur. 1854, zmarł młodo), Ludwika (ur. 1857, zmarł młodo) i dziedzica Skwarzawy - Tadeusza (ur. 1863) oraz córki Józefę Juliannę (ur. 1852) i Annę Joannę (1863-1869).

## Wyróżnienia i odznaczenia
W r. 1891 otrzymał godność tajnego radcy. Od  29 maja 1890 był honorowym obywatelem miasta Lwowa. Odznaczony Wielkim Krzyżem Orderu Leopolda i  Orderem Korony Żelaznej II klasy